# 廣西兵工廠
廣西兵工廠是民國軍閥新桂系在主政廣西省期間開辦之多座兵工廠之總稱，在抗日戰爭之後遷入四川省，後遭併編。

## 介紹
廣西時代
廣西兵工廠開辦是新桂系主政廣西時的成果，但無論是產能與製品上與中國其它在洋務運動開辦的兵工廠相比仍有相當大的落差。而廣西兵工廠最初是為了解決軍隊消耗需求，因此並非有計畫性的大規模整合工廠，而是各處辦設的小型工廠整合運用。
廣西省由於地處邊陲，且省財務上並不寬裕，雖然新軍整建時有納入其中，但軍工器械產製能量全無基礎，省內現代化工業工廠只有在黃槐森擔任廣西巡撫期間曾在龍州縣設立廣西機器局，陸榮廷主政廣西時在南寧市開設南寧軍械修理廠，這些都無法滿足軍隊需求。
李宗仁在自封廣西自治軍第二路總司令時代，於民國十一年(1922年)在其根據地玉林縣建成玉林兵工廠，但此廠是從廣東湛江採購舊車床與鋼料，並聘僱數十位工匠以手工製槍彈及修械，工匠生產的槍枝稱為「土打槍」，為單發前膛式步槍，品質低劣僅勉強堪用。:379另一位新桂系將領黃紹竑則是在民國十三年(1924年)他的根據地梧州市藤縣建成藤縣翻彈廠，藉由梧州河運便捷，可以沿西江通往香港之便，從香港採購歐美國家第一次世界大戰後報廢的子彈彈頭與彈殼，運回翻彈廠後由手工填充火藥裝配成可用子彈。後來李、黃兩人結盟後，在民國十三年（1924）4月又在桂平縣開設一間桂平制彈廠、桂平兵工廠，使用相同的方式生產土製步槍與重裝子彈，新桂系發跡前軍火基本上倚靠這類半手工製品滿足作戰消耗。
在新桂系軍隊在民國13年6月擊敗陸榮廷，佔領南寧，取得廣西主政權，黃紹竑負責重整廣西的軍火製造廠。他舊有的軍械產製能量集中到桂平市，將原本玉林兵工廠、藤縣翻彈廠的人力與設備整合進製彈廠與兵工廠中，並命名為廣西兵工廠，開始生產元年式步槍，每月產能約60-200把不等，因廣西省自產工業材料匱乏，因此仍然大量仰仗從西方國家購入半成品與原物料與廢品進行加工。南寧修械廠則增購機械更名為南寧軍械修理所，功能不變。
在與廣州國民政府同盟前，新桂系在梧州增建無煙火藥廠（民國14年完工）、炸藥廠（民國15年完工）、炸彈廠（民國15年完工）。為了解決火藥生產所需的硫酸需向日本採購的瓶頸，因此在民國16年從德國購入硫酸廠設備，並雇用德國工程師協助生產，但此廠至國民革命軍北伐結束前仍無法開工。
在國民革命軍北伐時，新桂系的控制區得到湖北省，並獲得了漢陽兵工廠控制權，因此在北伐勝利後在廣西兵工廠的步槍、火藥、炸彈生產全部停止，僅保留子彈產線和修械廠。後因蔣桂戰爭新桂系一度失去廣西省政權，到民國十八年(1929年)李宗仁重掌廣西後，由白崇禧主導廣西軍工廠發展。
白崇禧主導期間，將原本停產的各廠全部復工，由於廣東軍閥曾一度攻入廣西，因此將桂平市的製彈與造槍車床移往較靠內陸的南寧和南寧軍械修理所合併，並在南寧開設南寧製彈廠。南寧製彈廠整合梧州的火藥產線與桂平的子彈產線，改善生產效率，後改名第四集團軍軍械處炸彈部（廣西第二機械廠），除了步槍用子彈外還增產手榴彈。修械所開始生產機關槍，並曾產製至少100門的斯托克斯迫擊炮，後改名為第四集團軍軍械處軍械部（廣西第一機械廠）。原本無法開工的硫酸廠則在兩廣結盟後委請馬君武與中山大學化學系教授李敦化協助在民國二十年(1931年)11月成功生產。在民國二十三年(1934年)採購德國製彈機，在柳州開設柳州製彈廠（廣西第三機械廠），製造7.92×57毫米毛瑟彈與迫擊炮彈。
除了步兵武器，李宗仁在民國十七年(1928年)開辦的柳州機械廠在民國二十一年(1932年)改組為飛機修理廠，解決廣西空軍成立後的後勤需求。
兵工署時代
民國二十六年抗戰爆發後，李宗仁為宣示擁護國民政府中央，因此將廣西兵工廠全部移交給兵工署進行管理，俞大維在同年9月派遣江杓考察接收。江杓的報告指出廣西兵工廠總共有職工1,600餘人、車床570餘部。軍火月產能是79子彈120萬發、捷克式輕機槍20-25挺、82迫擊炮炮彈9,000餘枚、手榴彈3,000餘枚。
兵工署以柳州製彈廠為中心將廣西省各處兵工廠集中，稱為廣西兵工廠籌備處，民國二十七年(1938年)2月改名兵工署第40兵工廠，由兵工署派遣劉守愚接任廠長。:20440廠時代初期產製品包括79鋼心彈（月產能50萬發）、義大利式手榴彈與擲彈桶、81迫炮彈（月產2,400發）。由於戰事逐漸波及中國各地，40廠在27年11月內遷至四川省纂江縣張家壩。內遷前槍械生產部門移交給兵工署第41兵工廠，終止製槍業務，並接收了41廠的製彈機械，僅保留製彈與製藥設備。內運過程因陸路運能問題，直到民國三十年(1941)5月才在四川重蓋廠房，民國三十一年(1942)12月復產，對外化名柳絲農場。復產後編制員工3,362人、製彈機196部、各型車床279部。產品為79步槍子彈（月產能120萬發）與82迫炮彈（月產能1萬發）。不過因設廠廠址以隱蔽為優先考輛，因此只有一套製彈機得以復工，原先從廣東廠接收的製彈機有兩套產線因為能源不足問題而無法開工。:205
民國三十三年(1944)11月，40廠被整併給21廠，稱為兵工署第21兵工廠纂江分廠，抗戰勝利後在民國三十五年(1946年)5月停工拆遷，子彈產線併入兵工署第20兵工廠、迫擊炮彈產線併入21廠總廠。:342。

## 產品
- 元年式步槍：1924 - 1928
- ZB26式輕機槍

## 外部連結
- 新桂系的軍事工業[]
- 抗戰時期的第四十兵工廠歷史檔案文獻